# Astyanax ruberrimus
Astyanax ruberrimus es una especie de peces de la familia Characidae en el orden de los Characiformes.

## Hábitat
Vive en zonas de clima tropical.

## Distribución geográfica
Se encuentra en Panamá y Colombia.